# Valtura
Valtura, popis 1991; skupaj: 541
Valtura (it. Altura) je naselje v jugovzhodni Istri na Hrvaškem.
Valtura leži na robu prostranega polja okoli 11 km severovzhodno od Pule. Po podatkih popisa prebivalstva leta 2001 je v kraju živelo 636 prebivalcev. V samem naselju stoji novogotska cerkev sv. Ivana postavljena leta 1899. Znamenitost te cerkve je 28 m visok osmerokotni zvonik. V bližini Valture se nahaja več kamnolomov t. i. Valturskega apnenca, ki služi za oblaganje notranjih in zunanjih površin zgradb. Na sredini obsežnega Valturskega polja pa leži Letališče Pula.
Okoli 2 km vzhodno od Valture na manjši prostrani vzpetini leži  Nezakcij, ki je najvažnejša arheološka lokacija na celotnem Istrskem polotoku. Prostrana in masivna nezakcijska gradnja je bila postavljena v bronasti dobi. Nezakcij je bil politično in versko središče ter prestolnica plemenske zveze Histrov. Leta 178/177 pr. n. št. se je pri Nezakciju odigrala odločilna bitka med številčno močnejšo Rimsko vojsko in Histri, v kateri so bili slednji poraženi, njihova prestolnica pa porušena.

## Demografija
| Pregled števila prebivalcev po letih | Pregled števila prebivalcev po letih | Pregled števila prebivalcev po letih | Pregled števila prebivalcev po letih | Pregled števila prebivalcev po letih | Pregled števila prebivalcev po letih | Pregled števila prebivalcev po letih | Pregled števila prebivalcev po letih | Pregled števila prebivalcev po letih | Pregled števila prebivalcev po letih | Pregled števila prebivalcev po letih | Pregled števila prebivalcev po letih | Pregled števila prebivalcev po letih | Pregled števila prebivalcev po letih | Pregled števila prebivalcev po letih |
| ------------------------------------ | ------------------------------------ | ------------------------------------ | ------------------------------------ | ------------------------------------ | ------------------------------------ | ------------------------------------ | ------------------------------------ | ------------------------------------ | ------------------------------------ | ------------------------------------ | ------------------------------------ | ------------------------------------ | ------------------------------------ | ------------------------------------ |
| 1857                                 | 1869                                 | 1880                                 | 1890                                 | 1900                                 | 1910                                 | 1921                                 | 1931                                 | 1948                                 | 1953                                 | 1961                                 | 1971                                 | 1981                                 | 1991                                 | 2001                                 |
| 474                                  | 583                                  | 627                                  | 661                                  | 692                                  | 833                                  | 923                                  | 1008                                 | 852                                  | 855                                  | 829                                  | 562                                  | 566                                  | 541                                  | 636                                  |